# Церковь Николы Гостиного
Церковь Николы Гостинного — православный храм в городе Коломне Московской области. Первоначальный храм был построен в 1501 году. Название церкви связывают с его назначением, поскольку он являлся патрональным для коломенского объединения (корпорации) купцов-гостей. Современный вид церковь приобрела после перестройки в 1848 году.

## История

Фотография из архива М. О. П. О. 1929 года

Храм Николы Гостиного был построен в 1501 году. В источниках этот храм иногда смешивают с церковью Николы Заразского, так и в клировых ведомостях Никольской церкви, расположенной в крепости, от 1902 и 1916 годов, сказано, что Никольская церковь «построена в 1514 году епископом Коломенским Митрофаном, по повелению великого князя Василия Иоанновича». Эта церковь находилась на западной стороне Соборной площади и была разобрана в XVII веке.
В 1641 году храм Николы Гостиного был обновлён на средства коломенского гостя Василия Ивановича Юрьева. В 1655 году Антиохийский Патриарх Макарий III остановился в Коломне и из-за моровой язвы в Москве жил в Коломне, фактически исполняя обязанности коломенского архиерея. Храм Николы Гостинного упомянут в описании Коломны архидиаконом Павлом Алеппским, секретарем Антиохийского посольства. Особенностью храма было то, литургия в нём начиналась в 5 часов утра, на час раньше, чем в других храмах, для того чтобы купцы, которые были главными прихожанами храма, могли посещать богослужение до открытия своих торговых лавок.
По сведениям 1843 года, колокольня храма имела шесть колоколов. В 1848 году храм был перестроен в соответствии с архитектурными стандартами того времени. Кроме главного алтаря во имя святителя Николая, в трапезной храма были устроены приделы в честь икон Божией Матери «Всех скорбящих Радость» и «Знамение». От первоначального храма сохранился четверик с крещатым сводом и гранёной апсидой.
В храме находилась храмовая икона Николы Заразского, икона Божией Матери «Всех скорбящих Радость» и икона Божией Матери «Донская». Кроме этих икон, в церкви пребывали Синодик XIX века и резное изображение Страждущего Спасителя высотой около 1.1 метра. Сохранилось напрестольное Евангелие 1509 года, написанное для храма по заказу священника Петра Никольского. В настоящее время оно находится в Рукописном отделе Российской национальной библиотеки в Санкт-Петербурге.
В соответствии с Приказом № 18 Заседания президиума Московского областного исполнительного комитета и Московского Совета РК и КД от 11 ноября 1929 года были принято решение закрыть храм. Были разрушены верхние ярусы колокольни и барабаны храма. В начале 1930-х годах в храме помещался пересыльный пункт. До 2002 года в здании находилась спортивная школа.
Первая Божественная литургия состоялась 28 августа 2002 года в день Успения Пресвятой Богородицы.